# جوس ورلد
جَراد أنطوني هيغينز (بالإنجليزية: Jarad Anthony Higgins)، والمعروف باسمه الفنيّ جوس ورلد (بالإنجليزية: Juice WRLD) (2 ديسمبر 1998 – 8 ديسمبر 2019) كان مغني، وكاتب أغاني، ورابر أمريكي. ولد في شيكاغو. بدأ مسيرته المهنية سنة 2015. توفي في أوك لاون (إلينوي) في 8 ديسمبر 2019، توفي جوس ورلد في مطار ميدواي الدولي في شيكاغو عن عمر ناهز الحادية والعشرين. زعم أن هيغنز ابتلع العديد من حبوب بيركوسيت لإخفائها عن الشرطة فأصيب بنوبة جرَّاء هذه الجرعة الزائدة.

## وصلات خارجية
- جوس ورلد على موقع IMDb (الإنجليزية)
- جوس ورلد على موقع الموسوعة البريطانية (الإنجليزية)
- جوس ورلد على موقع ميوزك برينز (الإنجليزية)
- جوس ورلد على موقع أول ميوزيك (الإنجليزية)
- جوس ورلد على موقع ديسكوغز (الإنجليزية)
- جوس ورلد على موقع قاعدة بيانات الفيلم (الإنجليزية)
- جوس ورلد في قاعدة بيانات الأفلام على الإنترنت